# Marina Almășan
Marina Almășan (n. 7 iunie 1962, București) este o realizatoare TV, jurnalistă și scriitoare română. 
Este redactor-șef al revistei on-line Femeide10.ro și Președinta Asociației Culturale MEDIA 10.
A fost căsătorită cu Victor Socaciu (1996-2012).

## Educație
A urmat cursurile Liceului Teoretic „Jean Monnet” din București.
A absolvit Academia de Studii Economice din București, ca șef de promoție pe țară.

## Activitate
A lucrat ca economist stagiar la Filatura de lână pieptănată din București timp de doi ani. Apoi, după susținerea unui concurs, a fost cercetător științific la Institutul Central de Cercetări Economice.
Încă din studenție s-a remarcat drept cel mai tânăr redactor-șef din țară al unei reviste studențești - Tribuna studentului economist. A publicat activ în diferite ziare și reviste, obținând premii naționale la concursurile de publicistică.
În perioada 1982-1989 a fost realizator de emisiuni radio, la Radiodifuziunea Română și Radiovacanța Costinești.
A colaborat la revistele Viața studențească, Scânteia tineretului, Contemporanul, Urzica si a obtinut numeroase premii literare.
A realizat scenarii pentru filme documentare și show-uri de televiziune.
În perioada 2008-2010 a deținut o rubrică permanentă în ziarul Adevărul de duminică, intitulata „Destăinuiri". Începând cu anul 2011 a realizat o rubrică permanentă în săptămânalul Mehedințeanul. Din 2012 are o rubrică permanentă în ziarul Ring.
Începând cu 1990 s-a angajat în TVR, iar primul job a fost acela de redactor la emisiunea Veniți cu noi pe programul 2, realizată de Mihai Tatulici.
În perioada 2004-2006 a fost redactor-șef al Redacției Muzică-Divertisment din TVR.
A realizat și moderat, de-a lungul timpului, emisiuni precum: Ceaiul de la ora 5, Arca Marinei, Mulțumesc!, Planeta în jeanși. Din 2006, pentru ceva vreme, a rămas fidelă emisiunii de pe TVR 1, Ne vedem la TVR. A prezentat emisiunea Femei de 10, bărbați de 10, la TVR 2.
Începând din octombrie 2022, prezintă emisiunea Rivalii pe TVR 2.
În 2004 a publicat volumul de proză pentru copii Cele 7 isprăvi ale lui Victoraș.
Este inițiatoarea Festivalului Național al Cântecului de Dragoste, al cărui producător a fost timp de opt ani.
Pe 16 octombrie 2020 a lansat volumul Pe urmele vikingilor - jurnal de călătorie în Suedia, în cadrul Târgului de Carte organizat anual de Biblioteca Județeană „I. A. Bassarabescu” din Giurgiu.
Pe 15 iunie 2022 a revenit la Biblioteca Județeană „I. A. Bassarabescu” pentru lansarea volumului Ceasul iubirii... cei 16 ani ai mei alături de Victor Socaciu.

### Aprecieri critice
Criticul literar Alex Ștefănescu a afirmat că Marina Almășan are „un remarcabil talent literar”.

## Premii
În 2018 a primit premiul pentru „Cea mai longevivă vedetă de televiziune din România”, la Gala Performanței și Excelenței 2018, ediția a VIII-a, organizată de Adela Diaconu.

## Volume publicate
- Cele 7 isprăvi ale lui Victoraș (2004)
- Insomniile marinei (Editura Leda, 2012)
- Bombănelile Marinei, cu desene de ANDO (Editura Corint Books, 2013)
- 10 zile la Beijing - jurnal de călătorie al unei vedete TV (Editura Corint Books, 2014)
- Zgârie-norii din Shanghai (Editura Corint Books, 2015)
- Eu,... japoneza - jurnal de călătorie la Tokyo (Editura Leda, 2015)
- Nici eu nu mai știu cine sunt... (Editura Leda, 2016)
- Și eu am descoperit AmericaI Jurnal de călătorie la New-York (Editura Corint Books, 2016)
- Cu ricșa prin orașul viitorului (Editura Leda, 2017)
- Marile surprize ale micului Luxemburg (Editura Corint Books, 2018)
- Cina cea de taină (Editura Corint Books, 2019)
- Aventuri în țara trolilor - Jurnal de călătorie în Norvegia (Editura Corint Books, 2019)
- Pe urmele vikingilor - jurnal de călătorie în Suedia (Editura Corint Books, 2020)
- Cu zâmbetul pe... muze! (Editura Corint Books, 2021)

- Prin Copenhaga, pe urmele micii sirene (Editura Corint Books, 2022)
- Ceasul iubirii... cei 16 ani ai mei alături de Victor Socaciu (Editura Corint Books, 2022)